# Valentin Petculescu
Valentin Petculescu (* 16. März 1947 in Bukarest) ist ein rumänischer Komponist, Musikkritiker und Schriftsteller.

## Leben
Petculescu studierte an der Nationalen Musikuniversität Bukarest von 1966 bis 1970 Musikpädagogik und von 1968 bis 1971 Komposition. Seine Lehrer waren u. a. Anatol Vieru (Komposition), Florian Eftimescu (Harmonielehre), Zeno Vancea (Kontrapunkt), Aurel Stroe (Orchestration), Tudor Ciortea (Formenlehre), Viorel Cosma (Musikgeschichte) und Emilia Comișel (Folklore). Von 1971 bis 1992 unterrichtete er an der Universität der Künste George Enescu in Bukarest, darauf Harmonielehre am Konservatorium von Bukarest. 1995 wurde er Professor für Harmonielehre an der Musikfakultät der Universität Spiru Haret.
Als Schriftsteller debütierte Petculescu 1979 mit Gedichten in der literarisch-künstlerischen Beilage der Zeitschrift Scînteia tineretului. Erste Prosawerke erschienen ab 1983. In Zeitschriften wie România literară, Contrapunct, Luceafărul, ASTRA, Steaua, Teatrul azi und Scânteia tineretului veröffentlichte er Essays, Musik-, Literatur- und Theaterkritiken. Er realisierte Radiosendungen (u. a. bei Radio Free Europe), organisierte Konferenzen und wirkte als Juror bei Instrumental- und Chorwettbewerben in Rumänien. 
1997 war er künstlerischer Leiter der Săptămâna Internaţională a Muzicii Noi (SIMC; Internationale Woche der Neuen Musik). Für den rumänischen Komponistenverband arbeitete er von 1991 bis 1997 in der Sektion Sinfonie, darauf in der Sektion kreative Didaktik für Kinder. Das kompositorische Werk Petculescus besteht im Wesentlichen aus sinfonischen Werken, Chor- und Vokalmusik. Er erhielt viermal (1985, 1988, 1990 und 2003) den Preis des rumänischen Komponistenverbandes, 1997 den Preis der Rumänischen Akademie und 2003 den Exzellenzpreis des Ensembles ARCHAEUS.

## Kompositionen
sinfonische Werke
- Cantilenă, Kantate für gemischten Chor und Orchester, Text von Dan Botta (1970)
- Sufletul păsărilor, sinfonische Dichtung (1970)
- Muzică für Streichorchester (1970)
- Trei schițe simfonice (1974)

Kammermusik
- Cvartetul de coarde nr. 1 (1968)
- Cvartetul de coarde nr. 2 (1971)
- Ostinato für Geige, Cello, Klavier und Tonband (1974)
- Două mișcări pentru cvartet de coarde (1976)
- Sonatina nr. 1 für Klavier (1980)
- Sonatina nr. 2 für Klavier (1980)
- Suita für Gitarre solo (1980)
- Trei ipostaze ale mării, Suite für Klavier (1980)
- Peisaje für Flöte, Cello und Klavier (1980)
- 2 piese für Horn und Klavier (1982)
- Muzică pentru 3+ (1983)
- 4 piese für Klavier zu vier Händen (1983)
- 5 piese für Geige und Klavier (1983)
- Cinci cântece de iarnă für Klavier (1985)
- Reverberații III, Trio für Fagott, Oboe und Perkussion (1996)

Chorwerke
- Două cântece naive für gemischten Chor, Text von Emil Brumaru (1983)
- Hora anotimpurilor für Kinderchor und Perkussion, Text von Radu Cârneci (1984)
- Imnele Moldovei für gemischten Chor, Text von Ioan Alexandru (1986)

Vokalmusik
- Muzică pentru “Grup 3+”, Text von Ion Sofia Manolescu (1975)
- Reverberații I, fünf Sequenzen für Mezzosopran und Klavier oder Kammerensemble (1984)
- 3 cântece pentru Ion für Mezzosopran, Sprecher, Flöte und zwei Posaunen, eigener Text (1989)
- Portret în trei dimensiuni (1992)
- Trei lieduri für Sopran und Klavier, Text von Daniel Turcea (2006)
- Pruna arsă vai și-amar, Lied für Bariton und Klavier, Text von Mircea Dinescu (2006)
- 17 studii für Sopran und Klavier (2006)

## Bücher
- Oraşul fără ieșire la mare, 1989
- Clepsidra spartă, 2003
- Mic ficționar poetico-muzical, 2003
- Armonie I. Tratat de armonie 2003
- Sinteze I, 2003
- Sinteze II, 2003
- Ragtime, 2004
- Sinteze III, 2005
- Sinteze IV, 2005
- Anatol Vieru – creaţia concertantă, 2006
- Armonia tonală (stilul vocal) și 201 teme de armonie, 2007
- Când vor înflori magnoliile, 2008